# Eleição municipal de Queimados em 2024
A eleição municipal da cidade de Queimados em 2024 ocorreu no dia 6 de outubro (primeiro turno) com o objetivo de eleger um prefeito, um vice-prefeito e 17 vereadores responsáveis pela administração da cidade no mandato a se iniciar em 1° de janeiro de 2025 e com término em 31 de dezembro de 2028. Como o município não possui 200 mil eleitores, a disputa será realizada em turno único. O prefeito titular era Glauco Kaizer, do UNIÃO, eleito em 2020 pelo Solidariedade. Conforme a legislação eleitoral, Kaizer esteve apto à reeleição.
O atual prefeito Glauco Kaizer, do UNIÃO, foi reeleito em 1° turno com 49,13% dos votos válidos, derrotando o deputado federal e ex-prefeito da cidade Max Lemos (PDT), que obteve 42,62%. O candidato Fabio Sperendio (Republicanos) obteve 4,74% e na sequência veio o candidato Alexandre Carvalho (NOVO), com 3,50% dos votos válidos. Houve ainda 2.427 votos em branco, 4.461 nulos e 15.039 abstenções.

## Calendário eleitoral
| Início        | Fim           | Atividades | Status    |
| ------------- | ------------- | --- | --------- |
| 7 de março    | 5 de abril    | Janela partidária para vereadores trocarem de partido visando concorrer às eleições sem perder o mandato. | Realizado |
| 6 de abril    | 6 de abril    | Data-limite para todas as legendas e federações partidárias obterem o registro dos estatutos no TSE e para todos os candidatos terem domicílio eleitoral na circunscrição em que desejam disputar as eleições com a filiação deferida pelo partido. | Realizado |
| 15 de maio    | 15 de maio    | Início da campanha de arrecadação prévia de recursos na modalidade de financiamento coletivo para pré-candidatos, sem realização de pedidos de voto e obedecendo a regras relativas à propaganda eleitoral na Internet.                             | Realizado |
| 20 de julho   | 5 de agosto   | Realização de convenções partidárias para deliberar sobre coligações e escolher candidatos às prefeituras e aos cargos de vereador. Os partidos têm até 15 de agosto para registrar os nomes na Justiça Eleitoral.                                  | Realizado |
| 16 de agosto  | 16 de agosto  | Início das campanhas eleitorais de forma igualitária, podendo qualquer publicidade ou manifestação com pedido explícito de voto antes da data ser considerada irregular e multada.                                                                  | Realizado |
| 30 de agosto  | 3 de outubro  | Veiculação da propaganda eleitoral gratuita no rádio e na televisão. | Realizado |
| 6 de outubro  | 6 de outubro  | Realização do primeiro turno das eleições municipais. | Realizado |
| 11 de outubro | 25 de outubro | Veiculação da propaganda eleitoral gratuita no rádio e na televisão para o segundo turno. | Realizado |
| 27 de outubro | 27 de outubro | Realização de um eventual segundo turno nas cidades com mais de 200 mil eleitores em que o candidato a prefeito mais votado não tenha atingido a metade mais um dos votos válidos.                                                                  | Realizado |

## Candidatos à prefeitura
| Nº | Prefeito  | Prefeito           | Prefeito          | Prefeito                                                                                | Vice-prefeito | Vice-prefeito | Vice-prefeito      | Vice-prefeito     | Vice-prefeito                                     | Coligação | Ref.               |
| Nº | Candidato | Candidato          | Partido Federação | Cargo mais recente                                                                      | Candidato     | Candidato     | Candidato          | Partido Federação | Cargo mais recente                                | Coligação | Ref.               |
| -- | --------- | ------------------ | ----------------- | --------------------------------------------------------------------------------------- | ------------- | ------------- | ------------------ | ----------------- | ------------------------------------------------- | --- | ------------------ |
| 10 |           | Fabio Sperendio    | Republicanos      | - Policial Militar                                                                      |               |               | Doutor Agnaldo     | Republicanos      | - Médico                                          | Sem coligação | [ 6 ]              |
| 12 |           | Max Lemos          | PDT               | - Prefeito de Queimados (2009–2016); - Deputado federal pelo Rio de Janeiro (2023–2024) |               |               | Tuninho Vira Virou | PP                | - Vereador de Queimados (2021–2024)               | Queimados Forte de Novo - PDT - PP - FE Brasil (PT, PCdoB e PV) - PSD - PODE - PRTB - PRD - Avante - Fed. PSDB Cidadania | [ 6 ] [ 7 ]        |
| 30 |           | Alexandre Carvalho | NOVO              | - Policial Militar                                                                      |               |               | Eduardo Motta      | NOVO              | - Corretor de Imóveis                             | Sem coligação | [ 6 ] [ 8 ]        |
| 36 |           | Jordane Cabral     | Agir              | - Policial Militar                                                                      |               |               | Wilkerson Ladislau | Agir              | - Trabalhador de Artes Gráficas                   | Sem coligação | [ 6 ]              |
| 44 |           | Glauco Kaizer      | UNIÃO             | - Prefeito de Queimados (2021–2024)                                                     |               |               | Zaqueu Teixeira    | Solidariedade     | - Deputado estadual do Rio de Janeiro (2017–2020) | Avançando com União, Força e Fé - UNIÃO - Solidariedade - PL - PMB - DC - MDB - PSB - MOBILIZA                           | [ 6 ] [ 9 ] [ 10 ] |

## Resultados

### Prefeito
| Candidato(a)           | Candidato(a)                   | Vice                            | 1º turno 6 de outubro de 2024 | 1º turno 6 de outubro de 2024 |
| Candidato(a)           | Candidato(a)                   | Vice                            | Total                         | Porcentagem                   |
| ---------------------- | ------------------------------ | ------------------------------- | ----------------------------- | ----------------------------- |
| 44                     | Glauco Kaizer (UNIÃO)          | Zaqueu Teixeira (Solidariedade) | 39.416                        | 49,13%                        |
| 12                     | Max Lemos (PDT)                | Tuninho Vira-Virou (PP)         | 34.192                        | 42,62%                        |
| 10                     | Fábio Sperendio (Republicanos) | Doutor Agnaldo (Republicanos)   | 3.805                         | 4,74%                         |
| 30                     | Alexandre Carvalho (NOVO)      | Eduardo Motta (NOVO)            | 2.810                         | 3,50%                         |
| Total de votos válidos | Total de votos válidos         | Total de votos válidos          | 80.223                        | 92,09%                        |
| → Votos em branco      | → Votos em branco              | → Votos em branco               | 2.427                         | 2,79%                         |
| → Votos nulos          | → Votos nulos                  | → Votos nulos                   | 4.461                         | 5,12%                         |
| Total de votos         | Total de votos                 | Total de votos                  | 87.111                        | 85,28%                        |
| Abstenções             | Abstenções                     | Abstenções                      | 15.039                        | 14,72%                        |

### Vereadores eleitos
| Candidato eleito         | Partido       | Votação | Porcentagem | Cidade onde nasceu | Unidade federativa |
| João Pedro Lemos         | PDT           | 1.956   | 2,36%       | Paracambi          | Rio de Janeiro     |
| Branco Vira-Virou        | PP            | 1.907   | 2,30%       | Rio de Janeiro     | Rio de Janeiro     |
| Professor Nilton Moreira | UNIÃO         | 1.869   | 2,25%       | Nova Iguaçu        | Rio de Janeiro     |
| Felipe Carvalho          | PSDB          | 1.817   | 2,19%       | Queimados          | Rio de Janeiro     |
| Professor Renan          | MDB           | 1.774   | 2,14%       | Rio de Janeiro     | Rio de Janeiro     |
| Victor Vianna            | PDT           | 1.672   | 2,01%       | Queimados          | Rio de Janeiro     |
| Thomas da Padaria        | UNIÃO         | 1.578   | 1,90%       | Paracambi          | Rio de Janeiro     |
| Professor Castelano      | PT            | 1.546   | 1,86%       | Rio de Janeiro     | Rio de Janeiro     |
| Julio Boi                | PMB           | 1.338   | 1,61%       | Rio de Janeiro     | Rio de Janeiro     |
| François                 | Solidariedade | 1.260   | 1,52%       | Queimados          | Rio de Janeiro     |
| Wilsinho de Três Fontes  | MDB           | 1.241   | 1,49%       | Nova Iguaçu        | Rio de Janeiro     |
| Rogerinho Do Salão       | Solidariedade | 1.183   | 1,42%       | Rio de Janeiro     | Rio de Janeiro     |
| Paulo Bernardo           | PDT           | 1.149   | 1,38%       | Rio de Janeiro     | Rio de Janeiro     |
| Cintia Batista           | Avante        | 1.093   | 1,32%       | Belford Roxo       | Rio de Janeiro     |
| Paulinho Tudo a Ver      | PODE          | 1.073   | 1,29%       | Rio de Janeiro     | Rio de Janeiro     |
| Junior Rodrigues         | PMB           | 1.071   | 1,29%       | Rio de Janeiro     | Rio de Janeiro     |
| Jackson Abençoado        | DC            | 924     | 1,11%       | Rio de Janeiro     | Rio de Janeiro     |